# Parlamentswahl in Litauen 2004
- TS (LK): 25
- LiCS: 18
- Unabh.: 6
- LDP: 10
- LLRA: 2
- DP: 39
- VNDS: 10
- NS: 11
- LSDP: 20

Die Parlamentswahlen in Litauen 2004 fanden am 10. Oktober 2004 statt, mit Stichwahlen am 24. Oktober 2004.

## Wahlsystem
Es wurden 141 Mandate im litauischen Parlament (Seimas) neu bestimmt. 70 wurden proportional an die Parteien vergeben, welche die 5 %-Hürde übersprangen (7 %-Hürde für Listenverbindungen). Die übrigen 71 wurden als Direktmandate vergeben, nun wieder mit abschließender Stichwahl. Das Wahlrecht ist somit ein Mischsystem aus Mehrheitswahl und Verhältniswahl, genannt Grabenwahlsystem. Die Legislaturperiode betrug 4 Jahre.

## Wahlergebnis
Einen Erdrutschsieg fuhr die erst ein Jahr zuvor gegründete Arbeitspartei (DP) des in Russland geborenen Millionär Viktor Uspaskich ein. Sie holte 28,44 Prozent und war somit stärkste Kraft im Parlament. Auf dem zweiten Platz mit hohen Verlusten kam die Koalition aus Sozialdemokratische Partei Litauens (LSDP) und Neuer Union mit 20,65 Prozent. Drittstärkste Kraft mit starken Hinzugewinnen wurde die Vaterlandsunion (TS (LK)) mit 14,75 Prozent.
| Partei                                                                                               | Partei                                                       | Partei                                                       | Partei                                                       | Listenstimmen | Listenstimmen | Listenstimmen | Sitze | Sitze  | Sitze  | Sitze |
| Partei                                                                                               | Partei                                                       | Partei                                                       | Partei                                                       | Anzahl        | %             | +/−           | Liste | Direkt | Gesamt | +/−   |
| --- | ------------------------------------------------------------ | ------------------------------------------------------------ | ------------------------------------------------------------ | ------------- | ------------- | ------------- | ----- | ------ | ------ | ----- |
| | Arbeitspartei (DP)                                           | Arbeitspartei (DP)                                           | Arbeitspartei (DP)                                           | 340.035       | 27,68         | Neu           | 22    | 17     | 39     | Neu   |
| | A.Brazausko ir A.Paulausko koalicija "Už darbą Lietuvai"     |                                                              | Sozialdemokratische Partei Litauens (LSDP)                   | 246.852       | 20,09         | −28,34        | 9     | 11     | 20     | −25   |
| | A.Brazausko ir A.Paulausko koalicija "Už darbą Lietuvai"     | Neue Union (Sozialliberale) (NS)                             | 7                                                            | 246.852       | 20,09         | −28,34        | 4     | 11     | −17    |       |
| | Vaterlandsunion (TS (LK))                                    | Vaterlandsunion (TS (LK))                                    | Vaterlandsunion (TS (LK))                                    | 176.409       | 14,36         | +6,02         | 11    | 14     | 25     | +16   |
| | Rolando Pakso koalicija "Už tvarką ir teisingumą"            |                                                              | Liberaldemokratische Partei (LDP)                            | 135.807       | 11,05         | Neu           | 9     | 1      | 10     | Neu   |
| | Rolando Pakso koalicija "Už tvarką ir teisingumą"            | Už teisingą Lietuvą                                          | 0 a                                                          | 135.807       | 11,05         | Neu           | 0     | 0      | Neu    |       |
| | Liberale und Zentrumsunion (LiCS)                            | Liberale und Zentrumsunion (LiCS)                            | Liberale und Zentrumsunion (LiCS)                            | 109.872       | 8,94          | −10,27        | 7     | 11     | 18     | −15   |
| | Union der Bauernpartei und der Partei Neue Demokratie (VNDS) | Union der Bauernpartei und der Partei Neue Demokratie (VNDS) | Union der Bauernpartei und der Partei Neue Demokratie (VNDS) | 78.902        | 6,42          | +2,52         | 5     | 5      | 10     | +3    |
| | Wahlaktion der Polen Litauens (LLRA)                         | Wahlaktion der Polen Litauens (LLRA)                         | Wahlaktion der Polen Litauens (LLRA)                         | 45.302        | 3,69          | +1,83         | 0     | 2      | 2      | ±0    |
| | Christlich-konservative soziale Union (KKSS)                 | Christlich-konservative soziale Union (KKSS)                 | Christlich-konservative soziale Union (KKSS)                 | 23.426        | 1,91          | −0,01         | –     | –      | 0      | −1    |
| | Christdemokraten Litauens (LKD)                              | Christdemokraten Litauens (LKD)                              | Christdemokraten Litauens (LKD)                              | 16.362        | 1,33          | −5,63         | –     | –      | 0      | −3    |
| | Nationale Zentrumspartei (NCP)                               | Nationale Zentrumspartei (NCP)                               | Nationale Zentrumspartei (NCP)                               | 5.989         | 0,49          | Neu           | –     | –      | 0      | Neu   |
| | Republikanische Partei (RP)                                  | Republikanische Partei (RP)                                  | Republikanische Partei (RP)                                  | 4.326         | 0,35          | —             | –     | –      | 0      | ±0    |
| | Litauische sozialdemokratische Union (LSDS)                  | Litauische sozialdemokratische Union (LSDS)                  | Litauische sozialdemokratische Union (LSDS)                  | 3.977         | 0,32          | −0,13         | –     | –      | 0      | ±0    |
| | Litauische Freiheitsunion (LLS)                              | Litauische Freiheitsunion (LLS)                              | Litauische Freiheitsunion (LLS)                              | 3.337         | 0,27          | −0,94         | –     | –      | 0      | −1    |
| | Nationale Partei LITAUENS WEG (LK)                           | Nationale Partei LITAUENS WEG (LK)                           | Nationale Partei LITAUENS WEG (LK)                           | 2.577         | 0,21          | Neu           | –     | –      | 0      | Neu   |
| | Bund der litauischen Nationalisten (LTS)                     | Bund der litauischen Nationalisten (LTS)                     | Bund der litauischen Nationalisten (LTS)                     | 2.482         | 0,20          | −0,64         | –     | –      | 0      | ±0    |
| | Unabhängige                                                  | Unabhängige                                                  | Unabhängige                                                  | —             | —             | —             | –     | 6 a    | 6      | +3    |
| Gesamt                                                                                               | Gesamt                                                       | Gesamt                                                       | Gesamt                                                       | 1.195.655     | 100           |               | 70    | 71     | 141    |       |
| Gültige Stimmen                                                                                      | Gültige Stimmen                                              | Gültige Stimmen                                              | Gültige Stimmen                                              | 1.195.655     | 97,31         | +1,76         |       |        |        |       |
| Ungültige Stimmen                                                                                    | Ungültige Stimmen                                            | Ungültige Stimmen                                            | Ungültige Stimmen                                            | 32.998        | 2,69          | −1,76         |       |        |        |       |
| Wahlbeteiligung                                                                                      | Wahlbeteiligung                                              | Wahlbeteiligung                                              | Wahlbeteiligung                                              | 1.228.653     | 46,08         | −12,55        |       |        |        |       |
| Nichtwähler                                                                                          | Nichtwähler                                                  | Nichtwähler                                                  | Nichtwähler                                                  | 1.437.543     | 53,92         | +12,55        |       |        |        |       |
| Registrierte Wähler                                                                                  | Registrierte Wähler                                          | Registrierte Wähler                                          | Registrierte Wähler                                          | 2.666.196     |               |               |       |        |        |       |
| Quelle: Zentrale Wahlkommission der Republik Litauen: Listenstimmen, Direktmandate: 1. Gang, 2. Gang |                                                              |                                                              |                                                              |               |               |               |       |        |        |       |

## Regierungsbildung
Herbst 2004 wurde neue Regierung bestätigt und vereidigt; sie bildete das Kabinett Brazauskas II.